# Osiedle Młodych (Środa Wielkopolska)
Osiedle Młodych – osiedle położone w zachodniej części Środy Wielkopolskiej.
Pierwsze osiedle wielorodzinne w Środzie Wielkopolskiej, powstało w pierwszej połowie lat 70. XX wieku. Budynki o 3-5 kondygnacjach zajmują obszar ograniczony ulicami Stanisława Staszica, generała Józefa Hallera, Jana Kilińskiego, ks. Piotra Wawrzyniaka. 